# Kūya
Kūya (jap. 空也 znany także jako Kōya) (ur. 903, zm. 972 w Kioto) – japoński mnich buddyjski, prekursor i nauczyciel amidyzmu w Japonii.

## Życie
Nie wiadomo gdzie się urodził i o jego latach dziecięcych także nie zachowały się żadne informacje. Krążyły plotki, że był piątym synem cesarza Daigo, jednak nie jest to prawdą.
Jeszcze jako młody chłopiec prowadził życie świeckiego buddysty (jap. ubasoku); podróżował do słynnych gór Japonii i świętych jaskiń. Po drodze wyrównywał wyboje na traktach, wyszukiwał źródeł wodnych swoim kijem i zbierał porzucone kremacyjne resztki ciał - wszystko w imieniu buddy Amidy.
W wieku ok. 20 lat wstąpił do świątyni Owari i został kapłanem (jednak nieoficjalnym, gdyż to było zarezerwowane dla dobrze urodzonych). Przyjął wtedy imię Kūya.
W tym okresie zapewne rozwinął się styl jego praktyk: wędrówka (pielgrzymka, skt angya), żebranie, ascetyzm, poszukiwanie dobrych znaków (omen), praktyka bodhisattwy i zachęcanie innych do dawania jałmużny.
Przez kilka lat studiował także sutry i komentarze w Mineai-dera w prowincji Harima. Oczekując dobrego znaku, przez kilka miesięcy poddawał się różnym ascetycznym praktykom (nie jadł ziaren, spalał kadzidełka na swoim ramieniu i przez długie okresy pozbawiał się snu i ruchu). W końcu otrzymał znak i udał się do północnych rejonów Honsiu, gdzie buddyzm był prawie w ogóle nieznany. Niósł ze sobą posążki buddy Amidy i teksty buddyjskie.
Powrócił do Kioto w 938 r. na dwa lata przed wojną domową, która wybuchła w 940 r. W 938 r. nazwa ery został zmieniona na Tengyō (dosł. Niebiańska Radość), ale kraj pogrążył się w wojnie, wystąpiły trzęsienia ziemi. Był to zwrotny punkt w życiu Kūyi.
Gdy Kūya wszedł do Kioto cały ówczesny system rządów zwany ritsuryō zawalił się. Dotychczasowi liderzy i elity arystokratyczne straciły swój status i powiązania z prowincjonalną szlachtą. Część z nich została zredukowana do zwykłych mieszkańców miast. Cała zachodnia część Kioto została zniszczona przez powódź i opuszczona przez mieszkańców, którzy schronili się w części wschodniej, tworząc niesamowite zagęszczenie. Wybuchały nieustannie pożary, które trawiły również sąsiednie domy. Grasowały bandy uzbrojonych złodziei. Wszędzie widać było żebraków. Ludzi trapiły także epidemie.
Kūya wykonywał posługi religijne i otrzymywał żywność do swoich misek żebraczych. Pożywienie rozdawał najbiedniejszym. Rynek zatłoczony ludźmi wykorzystywał do głoszenia nauki o Czystej Krainie (Krainie Czystej Ziemi) i do nauki nembutsu, przynosząc pocieszenie ludziom pozbawionym nadziei.
Wkrótce stał się szeroko znany. Był szanowany nawet przez złodziei i bandytów, którzy nigdy na niego nie napadli. Gdy zabrakło wody, kopał studnie, znane jako źródła Amidy. Budował drogi, naprawiał stare i nieprzejezdne, budował mosty i tamy. Wznosił małe kamienne pagody przed bramami do więzień, aby więźniowie mogli oddawać cześć buddzie Amidzie.
W 944 r. wykonał 33 wyobrażenia bodhisattwy Kannon (skt. Awalokiteśwara) i rysował Czystą Krainę Amidy (Zachodni Raj) i górę Potalaka, gdzie przebywa Kannon.
W 948 r. udał się na górę Hiei, gdzie z rąk prowadzącego szkołę tendai Enshō przyjął wskazania kapłańskie. Otrzymał także nowe imię Kōshō, którego nigdy nie używał, co świadczy o tym, że wolał uchodzić za osobę o niższym statusie, aby być bliżej prostych ludzi. Jednak ten oficjalny status kapłański automatycznie zbliżył go także do arystokracji, gdzie nawiązał wiele bliskich kontaktów. Nauczał więc coraz większe i różnorodne grupy ludzi od najbiedniejszych aż do rządowych warstw arystokratycznych, co przysparzało mu sławy i wiernych.
W 951 r. wykonał statuetki Kannon i innych buddyjskich postaci i umieścił je w świątyni Saikō (później znana jako Rokuharamitsu-ji), którą wybudował. Gdy w tym czasie wybuchła w Kioto epidemia przechodził ulicami miasta z Kannon o 11 twarzach i epidemia zaniknęła.
14 września 963 r. nastąpiło poświęcenie Sutry Wielkiej Doskonałej Mądrości. Do ceremonii tej przygotowywał się od 950 r., kiedy ślubował przygotować taką ceremonię. Wykonał 600 egzemplarzy Sutry napisanej złotymi znakami. Projekt ów został zrealizowany z drobnych składek najbiedniejszych wyznawców, co zostało podkreślone w dedykacji. Ceremonia odbyła się na wschodnim brzegu rzeki Kamo i zaproszono na nią m.in. 600 kapłanów. Ceremonia trwała dzień i noc, i zakończono ją festiwalem 10,000 latarni.
Po tej ceremonii Kūya, czczony i szanowany najpewniej zamieszkał w Saikō-ji. Niewiele jest informacji o jego późniejszych losach.
Zmarł w swojej świątyni w Kioto. Usiadł zwrócony w stronę zachodu ubrany w białą szatę i trzymając kadzidełko w swoich dłoniach. Powiedział wiernym, że wielka liczba buddów i bodhisattwów przyszła powitać go w raju i z tymi słowami na ustach zmarł.

## Nauki i zasługi
Kūya był jednym z pierwszych Japończyków propagujących recytowanie imienia buddy Amidy czyli nembutsu. Dlatego często nazywany jest Patriarchą Nembutsu.
Przede wszystkim wyprowadził praktykę ze świątyń na ulice i place miast, między zwyczajnych, prostych ludzi. Ponieważ nieustannie intonował zwrot Biorę schronienie w buddzie Amidzie nazywany był Wędrownym Mędrcem Amidy (jap. Amida Hijiri), a ponieważ działał wśród prostych ludzi nazywano go także Wędrownym Mędrcem z Targowiska (Ichi no Hijiri).
Jego wpływ na szerzenie się amidyzmu był olbrzymi. Przed erą Tengyō (938-947) praktyka nembutsu była prawie w ogóle nieznana; po tej erze – stała się niezwykle popularną. Kūya głosił swoją naukę arystokracji, uczonym, prostym ludziom, złodziejom i kryminalistom. Również wielu kapłanów porwał swoim oddaniem buddzie Amidzie (np. Senkan, Ippen, założyciel szkoły Ji nazywał go przewodnikiem na Drodze i wzorował się w swojej działalności na Kūyi).
Chociaż osobiście Kūya czcił bodhisattwę Kannon i Buddę Amidę oraz wierzył w Sutrę Lotosu i Sutrę Wielkiej Doskonałej Mądrości, to podstawą jego religii była wiara w Czystą Krainę i praktyka z nią związana.
Z przekazów jego przyjaciół wynika, że jego praktyka była jeszcze w typie szkoły tendai, tzn. nie była to pojedyncza praktyka (jak w późniejszych szkołach Czystej Krainy), tylko wieloraka; kult bodhisattwy Kannon i Amidy, poleganie na wymienionych wyżej sutrach, podkreślanie recytacji imienia Amidy, surowo także przestrzegał wskazań mahajany, które otrzymał od Enshō. Równocześnie jego praktyka miała jeszcze stronę magiczną, co często wykorzystywał, ale najważniejszą jej cechą był jej społeczny charakter.